# Plaza d'Espanya (Melilla)
La plaça d'Espanya és la plaça més important de la ciutat autònoma espanyola de Melilla. Està situada en l'Eixample Modernista, entre el barri antic (Melilla la Vella) i el nou centre urbà (Barri Reina Victòria).

## Història
Planificada com el Projecte d'Urbanització de la Porta de Santa Bàrbara en 1910 per José de la Gándara i aprovat , al gener de 1911 Alfons XIII va iniciar l'enderrocament de les muralles del camp, l'11 d'abril es derroca la torre de Santa Bàrbara i al juny de 1912 la Junta d'Arbitris li va atorgar el nom de Plaza d'Espanya. Aprovat el projecte el 18 de gener de 1913 pel President de la Junta d'Arbitris general José Villalba Riquelme, es comença a construir el 22 d'abril del mateix any , procés que va concloure el 23 de gener de 1914 amb la inauguració de la bella plaça pel mateix general Villalba. En 2007 els seus jardins van obtenir, juntament amb el parc Hernández, el títol de Jardí històric.

## Descripció
La plaça consisteix en una rotonda de vuitanta metres de ràdio. Compta amb tres anells de passejos i dos jardins intercalats, situant-se en el seu centre el Monument als Herois i Màrtirs de les Campanyes. 

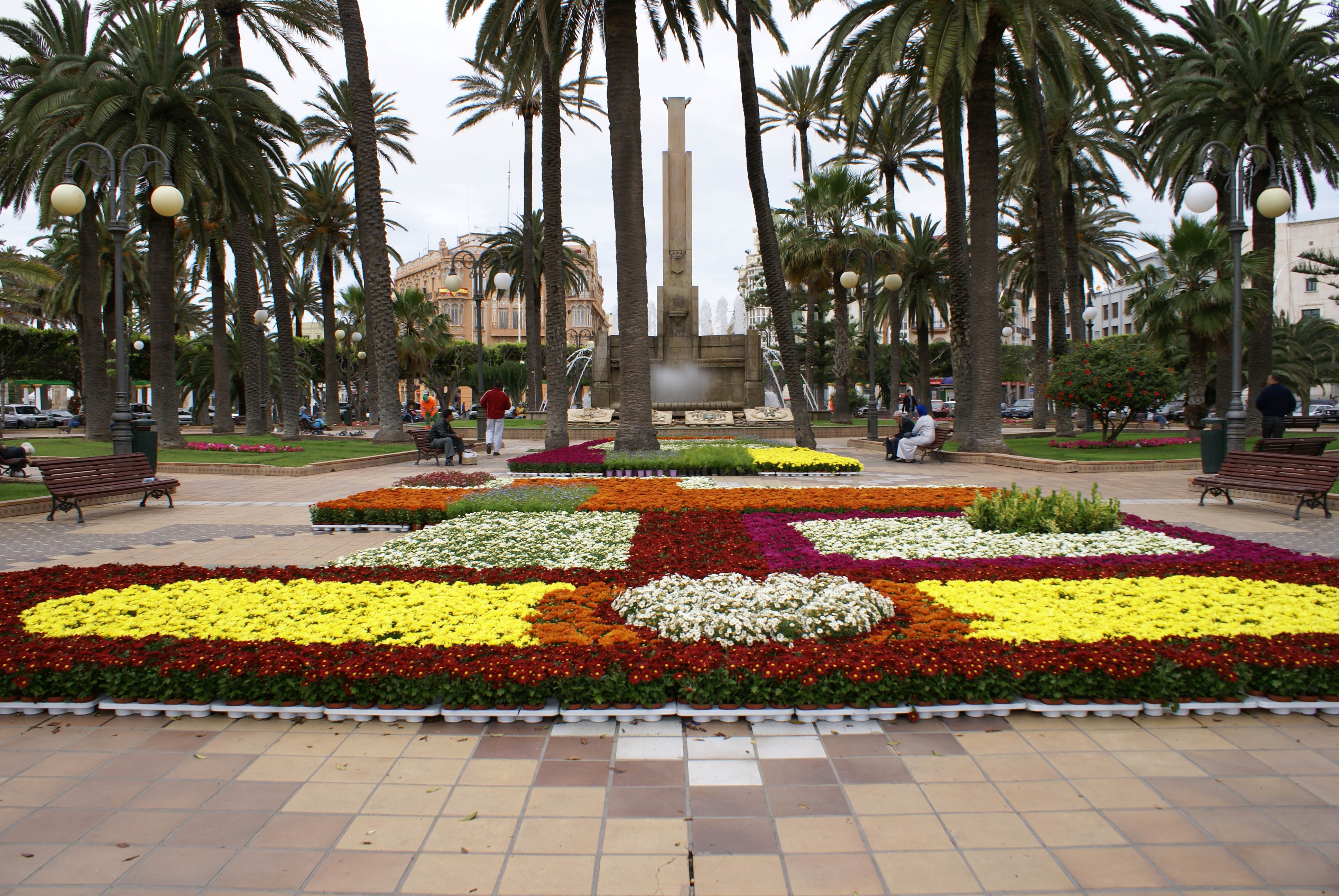
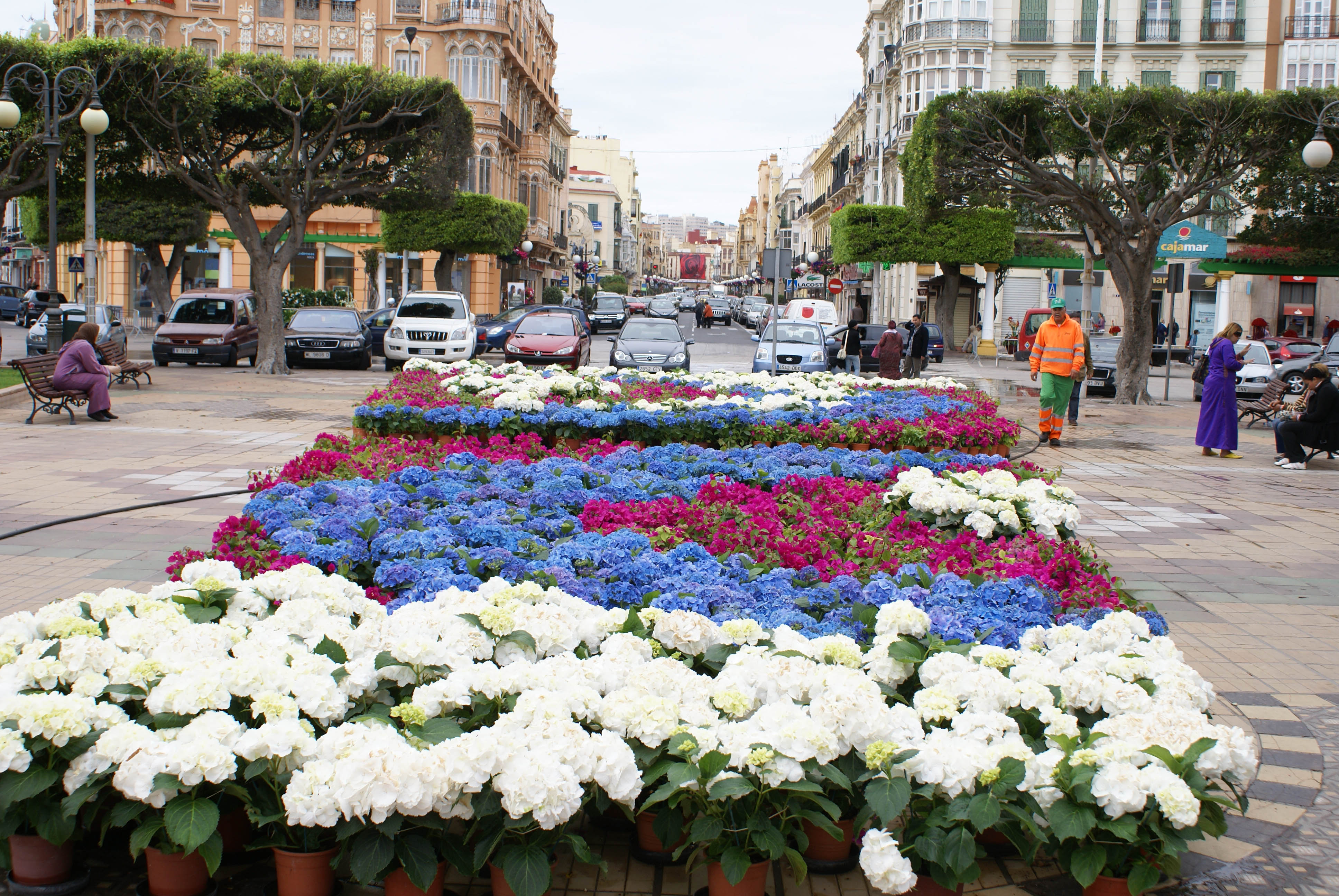
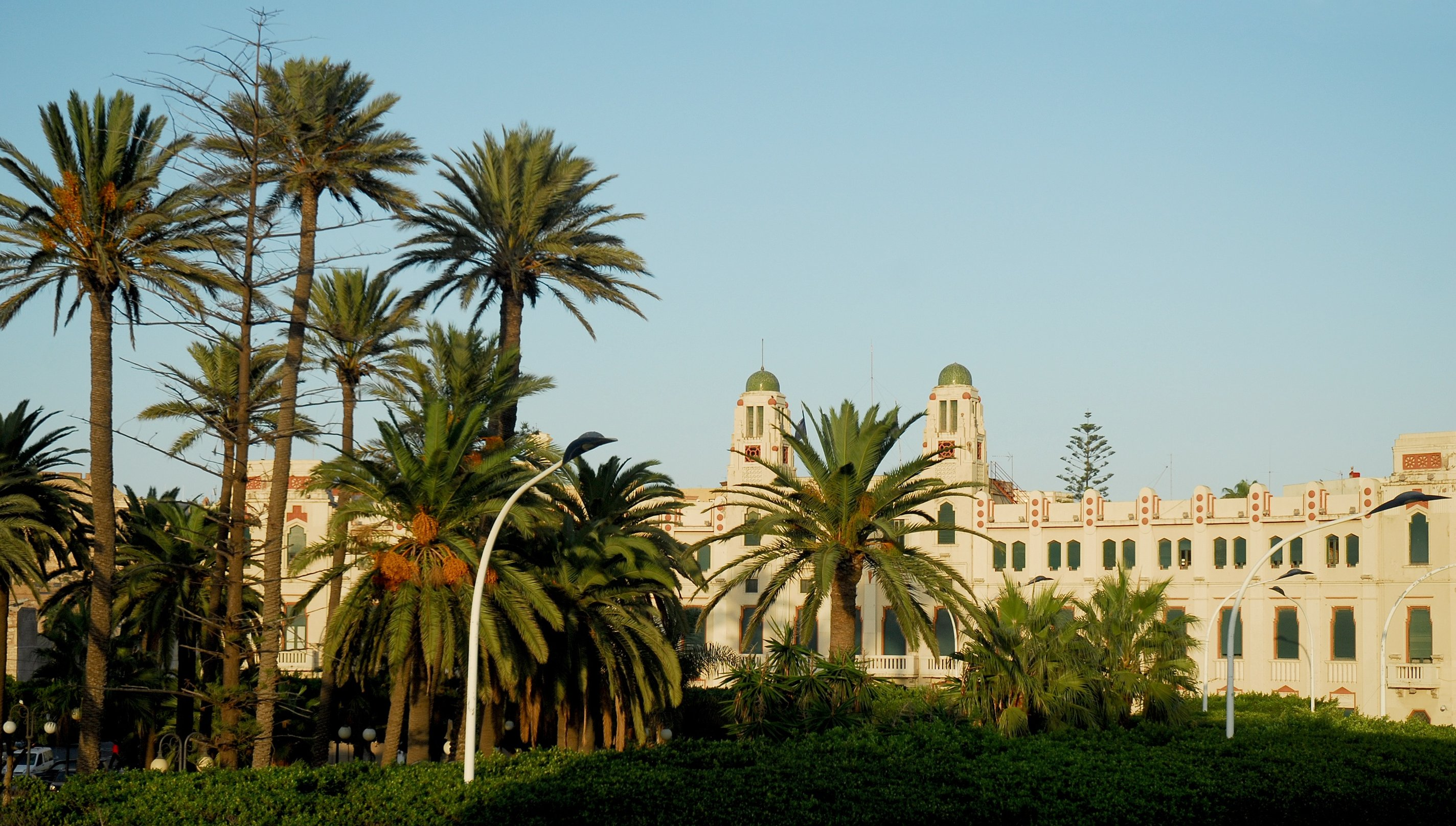